# 大山真志
大山真志（おおやま まさし、1989年8月17日 - ）は、日本の俳優。東京都出身。

## 略歴
幼少期からアルゴミュージカルの作品に参加。スペースクラフトに所属していたが、2019年1月25日に円満に退所。フリーになった。
現在は株式会社ブルー・ジュピターに所属
「2019年 All Aboutミュージカル・アワード」の助演男優賞を受賞。舞台を中心に活躍しているが近年は映像作品にも出演。活躍の幅を広げつつある。
さらに2024年5月27日には、舞台ジャージー・ボーイズから生まれたコーラスグループ”JBB（中川晃教、藤岡正明、東啓介、大山真志）“として、cover曲『アイドル』でデジタル・シングルデビュー。

## 人物
身長182cm。スリーサイズB93-W78-H97。愛称は「まあくん、まーくん」。一人っ子。

## 出演

### 舞台・ミュージカル
- アルゴミュージカル
  - あんず 〜心の扉をあけて〜（2000年） - 翔太（13歳~14歳）役
  - 誰もがリーダー 誰もがスター（2002年）
  - ユー・ガット・ア・フレンド（2004年）
  - かぐやの浦島モモタロウ（2005年） - 主演
  - 新・かぐやの浦島モモタロウ（2006年） - 主演
- ミュージカル・テニスの王子様 - 千歳千里（Bキャスト）役
  - The Treasure Match 四天宝寺 feat.氷帝（2009年2月 - 3月）
  - Dream Live 6th（2009年5月）
  - The Final Match 立海 First feat. 四天宝寺（2009年7月 - 10月）
  - Dream Live 7th（2010年5月）
- 朗読劇「苦情の手紙」（2009年5月）
- ブロードウェイミュージカル「キャバレー」（2010年1月 - 2月） - キットカットボーイズ ボビー 役
- メモリーズ5（2010年6月2日 - 6日、シアターサンモール） - 沢田孝太郎 役
- Kitty Films Present's 「ソラオの世界」 - ソラオ 役
  - 「ソラオの世界」（2010年8月29日 - 9月5日、東京芸術劇場）
  - 「ソラオの世界2011」（2011年10月5日 - 9日、前進座劇場）
- *pnish* vol.12『ウエスタンモード』（2010年10月20日 - 11月6日）
- 舞台 ミラクル☆トレイン〜大江戸線へようこそ〜（2010年12月） - 両国逸巳 役[6]
- 平成22年度文化庁芸術団体人材育成支援事業創作劇奨励公演「ベイビーベイビー」（2011年2月5日 - 13日）
- ミュージカル「オオカミ王 ロボ 〜シートン動物記より〜」 - ロボ 役
  - E. シートン生誕150周年 Musical「オオカミ王 ロボ 〜シートン動物記より〜」（2011年3月26日 - 4月3日、全労済ホールスペース・ゼロ）
  - 「新・オオカミ王 ロボ 〜シートン動物記より〜」（2013年3月29日 - 4月7日、全労済ホールスペース・ゼロ）
- 30-DELUX The Ninth Live「デスティニー」（2011年4月29日 - 30日、名古屋テレピアホール / 5月14日 - 15日、梅田芸術劇場 シアター・ドラマシティ / 5月18日 - 22日、サンシャイン劇場）
- 『信長』（2011年9月7日 - 11日、全労済ホールスペース・ゼロ） - 信長 役
- ミュージカルコンサート「恋するブロードウェイ」シリーズ
  - 「恋するブロードウェイ♪」（2011年11月3日、赤坂BLITZ）
  - 「恋するブロードウェイ♪ vol.2」（2013年1月31日 - 2月3日、博品館劇場）
  - 「恋するブロードウェイ♪ vol.3」（2014年2月28日 - 3月2日、EX THEATER ROPPONGI）
  - 「恋するブロードウェイ♪ vol.4」（2015年5月28日 - 31日、博品館劇場 / 6月3日、アートピアホール）
  - 「恋するブロードウェイ♪〜it's festival!〜」（2016年10月15日、恵比寿　ザ・ガーデンホール） - ゲスト
- ミュージカル「EAST SIDE STORY」（2011年12月1日 - 7日、全労済ホールスペース・ゼロ）
- 大江戸鍋祭（2011年12月23日 - 26日、明治座 / 12月31日、梅田芸術劇場） - 片岡源五右衛門 役
- 舞台『弱虫ペダル』 - 田所迅 役
  - 舞台『弱虫ペダル』（2012年2月1日 - 6日、天王洲銀河劇場）
  - 舞台『弱虫ペダル』インターハイ篇 The First Result（2013年8月24日 - 9月1日、サンシャイン劇場 / 9月7日 - 8日、シアターBRAVA!）
  - 舞台『弱虫ペダル』インターハイ篇 The Second Order（2014年3月13日 - 16日、天王洲 銀河劇場 / 3月20日 - 22日、埼玉県熊谷会館 / 3月26日 - 30日、シアターBRAVA!）
- 銀河英雄伝説 - サレ・アジズ・シェイクリ 役
  - 「第二章 自由惑星同盟篇」（2012年4月14日 - 22日、東京国際フォーラム ホールC / 4月28日 - 29日、NHK大阪ホール）
  - 「撃墜王」（2012年8月3日 - 12日、天王洲銀河劇場）
- 舞台「WORKING!!」（2012年5月11日 - 20日、全労済ホールスペース・ゼロ） - 佐藤潤 役
- MUSICAL LIVE『天使達-ANGELS- 俺たちは天使か!?』（2012年6月14日 - 16日、新宿FACE） - 大天使ミカエル 役
- 『新生ROCK MUSICAL BLEACH REprise』（2012年8月30日 - 9月9日、品川ステラボール） - 浦原喜助 役
- 僕等の図書室
  - 『僕等の図書室2〜みんなで読書会〜』（2012年9月27日 - 30日、パルコ劇場 / 10月2日、梅田芸術劇場 シアター・ドラマシティ） - リーディングミュージカルまぁくんの走れメロス/りゅうのピーターパン/ユキヒロの智恵子抄
  - 『僕等の図書室3〜みんなで朗読会〜』（2014年5月3日 - 4日、銀座ブロッサムホール / 5月6日、梅田芸術劇場 シアター・ドラマシティ） - まぁくんのライト兄弟/りゅうのアラジンと魔法のランプ/みね版カラマーゾフの兄弟/アラケンと白雪姫
- ミュージカル『女子高生チヨ』（2012年12月1日 - 9日、東京グローブ座 / 12月11日 - 12日、サンケイホールブリーゼ） - 阿部孝太郎 役
- 舞台 夜のミラクル☆トレイン〜大江戸線へようこそ〜 Sweet Dream Express（2012年12月28日 - 30日、新宿FACE） - 両国逸巳 役[7]
- ドリームジャンボ宝ぶね〜けっしてお咎め下さいますな〜（2013年1月6日 - 13日、青山劇場 / 1月26日、梅田芸術劇場 メインホール） - 日替わらないゲスト・西郷隆盛 役（代役）
- 英雄シリーズ
  - 英雄のうた（2013年4月30日 - 5月3日、青山円形劇場） - ナポレオン 役
  - 英雄のうそ（2014年7月18日 - 21日、恵比寿ガーデンルーム） - 栗野慎一郎 役
  - 英雄の運命（2016年9月17日 - 19日、よみうり大手町ホール） - ベートーベン 役[8]
- 劇団TEAM-ODAC再演企画公演「ダルマ」（2013年5月15日 - 19日、全労済ホールスペース・ゼロ） - 源太 役
- ミュージカル「冒険者たち」〜The Gamba 9〜（2013年6月6日 - 16日、サンシャイン劇場 / 6月22日、名鉄ホール） - シジン 役
- Club SLAZY（クラブスレイジー） - ACT 役
  - 『Club SLAZY』（2013年9月25日 - 29日、新宿FACE）
  - 『Club SLAZY -Another world-』（2016年7月6日 - 17日、新宿FACE）
- マリア・マグダレーナ来日公演『マグダラなマリア』〜郵便配達は二度か三度くらいベルを鳴らす〜公演中止・代替公演[9][10]
  - グレイスフルプロデュース『亜雌異人愚アメイジングなグレイス』（2013年11月7日 - 10日、新神戸オリエンタル劇場 / 11月14日 - 24日、AiiA Theater Tokyo） - フリッツ 役
- 『歳末明治座　る・フェア〜年末だよ!みんな集合!!〜』（2013年12月21日 - 24日、明治座 / 12月31日、NHK大阪ホール） - 梶原景時 役
- ミステリーステージ『名探偵コナン〜殺意の開演ベル〜』（2014年6月4日 - 15日、紀伊国屋サザンシアター） - 鹿賀修一 役
- ミュージカル「ファントム」（2014年9月13日 - 29日、赤坂ACTシアター / 10月5日 - 15日、梅田芸術劇場 メインホール） - ジャン・クロード 役
- BEST OF OFF BROADWAY MUSICAL『ALTAR BOYZ』 - MATTHEW 役
  - 『ALTAR BOYZ』（2014年11月21日 - 30日、新宿FACE）
  - 『ALTAR BOYZ CHRISTMAS SPECIAL』（2014年12月19日 - 21日、AiiA Thiater Tokyo）
  - 『ALTAR BOYZ 2017』（2017年2月3日 - 14日、新宿FACE）
  - 『ALTAR BOYZ 2017 LEGACY×GOLD　合同スペシャル』（2017年2月24日 - 26日、品川プリンスホテル ステラボール）
  - 『ALTAR BOYZ 2019』TEAM GOLD（2019年3月20日 - 4月7日、新宿FACE）
  - 『ALTAR BOYZ 2019 合同スペシャル』（2019年4月12日 - 14日、品川プリンスホテル ステラボール）
  - 『ALTAR BOYZ 2021』TEAM GOLD（2021年4月9日 - 30日、新宿FACE）
  - 『ALTAR BOYZ 2025』（2025年12月〈予定〉）[11]
- CLUB SEVEN 10th stage!（2015年4月2日 - 20日、シアタークリエ/4月23日、福岡市民会館/4月25日 - 26日、梅田芸術劇場 シアター・ドラマシティ/4月27日、愛知県芸術劇場大ホール）
- うたかふぇ（2015年7月3日 - 12日、サンシャイン劇場） - 笹川 役
- BOYBAND（2015年10月10日、志木市民会館パルシティ/10月15日 - 25日、よみうり大手町ホール/10月31日、サンケイホールブリーゼ） - リュウ 役
- 『晦日明治座納め・る祭』（2015年12月29日 - 31日、明治座/2016年1月16日、梅田芸術劇場メインホール） - W主演　阿弖流為 役
- 劇団スーパー・エキセントリック・シアター公演 斬新活喜歌劇「恋の骨折り損」（2016年2月24日 - 28日、赤坂ACTシアター） - ロンガヴィル 役
- ミュージカル「グランドホテル」（2016年4月9日 - 24日、赤坂ACTシアター/4月27日 - 28日、愛知県芸術劇場 大ホール/5月5日 - 8日、梅田芸術劇場 メインホール） - ズィノヴィッツ 役
- A NEW MUSICAL「CROSS HEART／クロスハート」（Live Version:2016年11月11日 - 13日、EX THEATER ROPPONGI / Musical Version:2016年12月9日 - 28日、Zeppブルーシアター六本木/2017年1月6日 - 8日、森ノ宮ピロティホール） - ニコラ / 西川大介 役[12]
- トワイスアップ - ベック 役
  - 『トワイスアップ ～スペースオペラは今はいらない～』（2017年7月28日 - 30日、浅草六区ゆめまち劇場）
  - 『トワイスアップ ～沈んだ碧は息ができないそんな場所～』（2017年9月28日 - 10月1日、浅草六区ゆめまち劇場）
  - 『トワイスアップ 〜自分を偽るそんな夜に本音を語れる雪が降る〜』（2017年12月8日 - 10日、浅草六区ゆめまち劇場）
- 『ゆく年く・る年冬の陣 師走明治座時代劇祭』（2017年12月、明治座 / 2018年1月、梅田芸術劇場） - 真田昌幸 役
- 『5DAYS 辺境のロミオとジュリエット』（2018年4月3日 - 23日、KAAT神奈川芸術劇場 中スタジオ） - シーラ役
- Coloring Musical『Indigo Tomato』（2018年5月23日 - 30日、博品館劇場 / 6月9日 - 10日、サンケイホールブリーゼ）
- 『キス・ミー・ケイト』（2018年6月 - 8月） - ビル役
- ミュージカル『SMOKE』（2018年10月4日 - 28日、浅草九劇） - 海 役
- 舞台『デルフィニア戦記～動乱の序章～』（2018年12月8日 - 13日） - バルロ 役
- ミュージカル『イヴ・サンローラン』（2019年2月15日 - 3月3日、よみうり大手町ホール / 3月26日、兵庫県立芸術文化センター 阪急中ホール） - 公演期間中に役変わりで出演
- CLUB SEVEN ZEROⅡ（2019年6月15日 - 7月7日）
  - CLUB SEVEN ZEROⅢ（2021年6月6日 - 7月4日）
- ミュージカル『SMOKE』再演（2019年7月25日 - 8月18日、浅草九劇） - 超、海 役（役変わりで2役）
  - 再々演（2021年8月28日 - 10月3日、浅草九劇） - 超、海 役（役変わりで2役）
- ミュージカル『ラヴズ レイバーズ ロスト-恋の骨折り損-』（2019年10月1日 - 25日 / 11月1日 - 17日） - アーマード 役
- ミュージカル『Indigo Tomato』（2019年11月10日 - 29日 / 12月4日 - 10日） - ユーゴ・オブライアン 役
- 『明治座の変 麒麟にの・る』（2019年12月28日 - 31日、明治座） - 浅井長政 役
- ミュージカル『BODY GUARD』（2020年3月19日 - 29日、梅田芸術劇場 メインホール / 4月3日 - 19日、東急シアターオーブ） - トニー・ジベリ 役[13]
- ミュージカル『JERSEY BOYS IN Concert』（2020年7月18日 - 8月5日、帝国劇場） - ニック・マッシ 役（Wキャスト）[14]
- 『Dramatic Music Collection 2020』（2020年9月16日 - 24日、博品館劇場）[15]
- 『アルジャーノンに花束を』（2020年10月15日 - 11月1日、博品館劇場）[16]
- 『両国花錦闘士』（2020年12月5日 - 23日、明治座 / 2021年1月5日 - 13日、新歌舞伎座 / 2021年1月17日 - 28日、博多座）- 大駄山 役、他8役[17]
- 『忠臣蔵 討入・る祭』（2020年12月28日 ‐ 29日、明治座）- 近松門左衛門 役（Wキャスト）[18]
- 『五番目のサリー』（2021年10月21日 - 30日、よみうり大手町ホール）- 上司エリオット 役、他[19]
- シンる・ひま オリジナ・る ミュージカ・る『明治座で逆風に帆を張・る!!』（2021年12月28日 - 31日、明治座） - 中原能親 役[20]
- 『ビロクシー・ブルース』（2023年11月3日 - 19日、日比谷シアタークリエ） - ワイコフスキ 役
- シンる・ひまオリジナ・るミュージカ・る「ながされ・る君へ～足利尊氏太変記～」(2023年12月28日 - 31日、明治座) - 楠木正成 役
- 『モダン・ミリー』（2024年7月、シアタークリエ） - チン・ホー 役
- CLUB SEVEN another place（2024年9月22日 - 23日、シアター1010 / 9月28日 - 10月13日、有楽町よみうりホール）[21]
- ブロードウェイミュージカル『キンキーブーツ』（2025年4月27日 - 5月18日、東急シアターオーブ / 5月26日 - 6月8日、オリックス劇場） - ドン 役[22]
- ヴェニスの商人（2024年12月6日 - 22日、日本青年館ホール / 12月26日 - 29日、京都劇場 / 2025年1月6日 - 10日、御園座）[23]
- 舞台タメ劇 vol.1『タイムカプセル Bye Bye Days』（2025年1月19日、紀伊國屋ホール） - はるちん（春田里志） 役（回替わりゲスト）[24][25]
- 朗読劇『文豪Letters』2025年2月公演（2025年2月21日、北とぴあ ドームホール）[26]
- ミュージカル『ジャージー・ボーイズ』（2025年8月10日 - 9月30日〈予定〉、シアタークリエ） - ニック・マッシ 役[27][28]
- KRISTオリジナル舞台作品（2026年2月）[29]

### テレビドラマ
- 警視庁・捜査一課長 最終話（2016年） - 林裕之（警視庁捜査一課13係の刑事）役
- 真田丸（2016年） - 真田信政 役（不祥事により降板した高畑裕太の代役[30]）
- ひよっこ (テレビドラマ)（2017年） - 松永悠馬 役
- 広告会社、男子寮のおかずくん[31]（2019年1月15日 - 3月19日、tvk） ‐ 南郷正 役[32]
- アイドル (テレビドラマ)（2022年8月11日、NHK総合）

### バラエティ
- H.I.S. presents テリー伊藤の世界のタビセツ in モンゴル（2011年、TOKYO MX）
- かみばな〜日本には八百万の神様がいるかもしれない〜（2013年4月 - 6月、BS11）
- 俺旅。（2016年1月 - 、東名阪ネット6）

### ゲーム
- 『ユアマジェスティ』（クロード役：Singer）

### 写真集・写真誌
- 1st写真集「志 -kokorozashi-」
- 「アンビシャスNO5」
- グリーン軍団写真集『緑魂』
- 『BOY'S HEAVEN VOL.1』
- イケメン×コスプレ ビジュアルブック「ULTIMATE PLAYER」（学研パブリッシング）

### イベント・ライブ
- Sound Horizon 6th Story Concert「Moira 〜其れでも、お征きなさい仔等よ〜」発売記念コンサート（2008年9月1日 - 18日、JCBホール） - スコルピオス、オルフ 役
  - Sound Horizon 6th Story Concert 追加公演（2009年1月7日 - 9日、JCBホール）
- 大山真志 ファン感謝トークイベント（2009年6月14日、東京FMホール）
- ファン感謝全国イベントツアー〜グリーン軍全国制覇〜（2009年、札幌/大阪/東京/福岡）
- 大山真志 ライブトーク in 大阪（2009年）
- 大山真志＆増田俊樹 SpringFesta2010〜20th ANNIVERSARY EVENT 二十歳の旅立ち〜（2010年、大阪/東京）
- 「BARABAN NIGHT！24th！〜アストロホール10周年記念ライヴ!」（2010年5月18日、原宿アストロホール）
- 1st写真集「志 -kokorozashi-」出版記念ライブトーク（2010年）
- 30-DELUX Special Live at東池袋「スペースウォーズからデスティニーへ」（2011年）
- SUNBEAM Presents Cooking&Talk LIVE「COOKING BOYS♯07」（2011年）
- 舞台版「ミラクル☆トレイン」同窓会イベント（2011年）
- アニメイト ガールズフェスティバル 2011（2011年）
- 舞台版「ミラクル☆トレイン〜大江戸線へようこそ〜」大江戸線開通記念日・前夜祭（2011年）
- 舞台『弱虫ペダル』第二回オフィシャルイベント「自転車競技部ウェルカムミーティング vol.2」（2012年）
- 『グリーン軍が、帰って来た!』（2012年、大阪/東京）
- 30-DELUX スペシャルイベント「デスティニーから薄桜鬼へ」（2012年）
- 「舞台 大江戸鍋祭〜あんまりはしゃぎすぎると討たれちゃうよ〜」上映会イベント（2012年）
- 創刊30周年記念 銀河英雄伝説カフェ 銀河英雄伝説×ニコニコ本社 TEAROOM25 コラボ企画（2012年）
- JOL×SC スペシャルイベント「放課後とーく」（2012年）
- 浴衣deクッキング!?（2012年）
- 「大江戸鍋祭 最後の最後に上映会」（2012年）
- 「WORKING!!」DVD発売記念イベント（2012年）
- 『MASH UP! vol.4』対バンライブイベントMASH UP!（2012年）
- 『私立ビジュボ学園 10周年記念 文化祭!?』（2012年）
- 「新生ROCK MUSICAL BLEACH Reprise」DVD発売記念イベント（2012年）
- BS-TBS秋の収穫祭!! IN 青山円形劇場「赤坂ダンスダンスダンス」（2012年）
- 「神話（かみばな）〜日本には八百万の神様がいる〜」スペシャルカウントダウンイベント（2012年12月31日、赤坂ACTシアター）
- 「夜のミラクル☆トレイン」イベント（2013年3月2日、時事通信ホール）
- 「生男ch番外公開放送〜新オオカミ王ロボ〜」（2013年3月10日、新宿ロフトプラスワン）
- 「エチュード夏の陣〜芸人✕俳優〜」「エチュード夏の陣〜アフタートーク」（2013年7月15日、銀座博品館劇場）
- DA2-DANZIN アジアツアーファイナルトーキョーイン「ハーン、ボクタチハキョウモダッチグイダヨ!」（2013年10月12日、ディファ有明） - ゲスト出演（大国主 役）
- MUSIC FOREVER 2013（2013年10月14日、科学技術館 サイエンスホール）
- る・フェア バスツアー 明治座版「そうだ!鎌倉へ行こう」（2013年11月30日）
- 大山真志と巡る日光バスツアー!!（2014年1月18日 - 19日、栃木県・鬼怒川温泉方面）
- 歳末明治座 る・フェア〜年末だよみんな集合!〜』上映会（2014年2月2日、シアタードラマシティ/2月11日、日本青年館）
- 舞台『弱虫ペダル』インターハイ篇 The First Result DVD購入者イベント（2014年3月23日、銀座ブロッサム銀座中央会館）
- 「バルトる映画祭」上映演目：『英雄のうそ』（2014年7月26日、梅田ブルク7）
- バースデーイベント『生誕！！大山祭・おおやまつり〜見た目年齢と実年齢が近付きはじめた25歳のお盆どき〜』（2014年8月17日、GARRET udagawa）
- 『る・コン〜あんなこと、こんなことあったでSHOW〜』（2014年12月31日、明治座）
- Dramatic Musical Collection 2015（2015年8月1日、天王洲銀河劇場） - ゲスト
- 大山真志バースデーイベント『大山祭2015〜「Ken's bar」に掛けて今年のタイトルは「スナックまさし」にしようとしたら全力で阻止された二十六の夏。〜』（2015年8月17日、渋谷パセラリゾーツグランデ B2F）
- 「東映とる映画祭」上映演目：『健ドン!（仮）』僕らの図書室より『走れメロス』『アラジン』（2015年10月27日・11月1日、丸の内TOEI）
- 『俺旅。』in香港　完成披露イベント（2015年11月14日、東京美容専門学校マルチホール/2016年1月17日、朝日生命ホール/1月24日、東建ホール丸の内）
- 「晦日明治座納め・る祭」明治座版『納祭塾』（2015年11月23日、明治座）
- 「納め・る祭」梅芸版バスツアー「そう、そう!京都へ行こう〜794鶯平安京ツアー」（2015年12月5日）
- 『年越RUN舞で☆るンバ』（2015年12月31日、明治座）
- 『晦日明治座納め・る祭〜将の器〜』上映会（2016年5月8日、有楽町朝日ホール/5月14日、サンケイホールブリーゼ）
- 『晦日明治座納め・る祭』凱旋＆『年越RUN舞で☆るンバ』上映会（2016年7月3日、よみうりホール）
- 『ブリリアントミュージカルコンサート2016』（2016年7月24日、渋谷区文化総合センター大和田　伝承ホール）
- M's Musical Museum Vol.3（2016年8月6日 - 7日、渋谷Mt.RAINIER HALL SHIBUYA PLEASUR PLEASURE）
- バースデーイベント『生誕!! 大山祭 2016〜ちょっと痩せてみたらドラマみたいな人生になるかもとか思ったり思わなかったりそんなこんなで迎える27歳〜』（2016年8月14日、発明会館）
- 『年越RUN舞で☆るンバ』上映会（2016年7月3日、有楽町よみうりホール）
- ぼくとしょカウントダウン〜年忘れ・る忘年会〜そしてやっぱり明日が待っている（2016年12月31日、サンケイホールブリーゼ）
- Men's Crew!〜ホワイトデースペシャル〜（2017年3月20日、浅草六区ゆめまち劇場）[3]

### ミュージックビデオ
- 松の廊下走り隊7「キラ☆キラ KIRA Killers」[33]
- 御ピース「つわものディストラクション」[34]

### ラジオドラマ
- 青春アドベンチャー（NHK-FM）
  - 月の立つ林で（2024年7月・全10回）-「レゴリス」ポン重太郎（本田重太郎） 役
  - 海の綺士団 -Umi no kishidan-（2025年4月・全15回） - エルコレ 役[35]

### その他
- 携帯公式サイト 「ビジュアルボーイ」
- 着うた配信 TBSアニメ『おおかみかくし』劇中歌「嫦娥の八朔」（じょうがのはっさく）/大山真志
- DVD『携帯彼氏＋(プラス)』（2012年）

## 受賞歴
2019年 All Aboutミュージカル・アワード 助演男優賞(『ラヴズ レイバーズ ロスト-恋の骨折り損-』アーマード役)